# Pissi (Kombissiri)
Pour les articles homonymes, voir Pissi.
Pissi est une commune rurale située dans le département de Kombissiri de la province du Bazèga dans la région Centre-Sud au Burkina Faso.

## Santé et éducation
Les centres de soins les plus proches de Pissi sont le centre médical et le centre de santé et de promotion sociale (CSPS) de Kombissiri.